# Tutor
|  | No s'ha de confondre amb Juli Tutor o Tutor (educació). |

El tutor és el representant legal d'un menor o incapacitat en l'exercici de les activitats de tutela, podent ser una persona física o jurídica.
El tutor ha d'acceptar voluntàriament en una citació judicial i ha d'exercir el càrrec personalment, de manera diligent, en interès de la persona incapaç i d'acord amb la personalitat d'aquesta, i té les obligacions següents:
- respecte de la persona tutelada, les de proporcionar-li alimentació, educació i formació i fer tot el que calgui per a la recuperació de la seva capacitat i la seva integració social. N'és el representant legal, excepte per a aquells actes que siguin personalíssims (contreure matrimoni, per exemple), i necessita autorització judicial per internar-la en una institució adequada quan ho consideri necessari per a ella; així com per a sotmetre-la a tractaments mèdics que puguin posar en perill la seva vida o la integritat física o psíquica, incloent-hi l'esterilització.
- respecte del patrimoni de la persona tutelada, les d'administrar i guardar els béns que el constitueixen, fer-ne un inventari quan comenci a ocupar el càrrec i retre comptes anualment i també quan finalitzi l'exercici de la tutela. N'és també el representant legal i necessita autorització judicial per a dur a terme actes que suposin obligar el tutelat o a la venda o gravació dels seus béns i per fer actes que impliquin la renúncia o la no-adquisició de drets.[2][3]